# Super Rugby Américas 2024
El Súper Rugby Américas de 2024 (por sus siglas, SRA 2024) fue la quinta temporada del torneo de rugby profesional de América organizado por Sudamérica Rugby, máximo ente del rugby de América del Sur, y la segunda temporada bajo la denominación "Súper Rugby Américas". Se llevó a cabo entre el 16 de febrero y el 14 de junio de 2024.
Dogos XV, la franquicia argentina con sede en la ciudad de Córdoba de la provincia homónima, obtuvo su primer título al derrotar a Pampas, la otra franquicia argentina, en la final disputada en las instalaciones del Club Atlético de San Isidro. El apertura de Pampas, Joaquín de la Vega Mendía, fue el máximo anotador del torneo con 161 puntos anotados y fue el elegido como el mejor jugador del torneo.

## Sistema de disputa

### Etapa clasificatoria
El torneo se disputó con una etapa de clasificación disputada por los siete equipos participantes, implementado en un sistema de todos contra todos, en dos rondas. Los equipos clasificados del 1.º al 4.º lugar en la Fase Clasificatoria accedieron a las semifinales del torneo.
En caso de producirse una igualdad en el puntaje final de la tabla de posiciones, el lugar de preferencia en la misma se definiría con los siguientes criterios:
- Resultados obtenidos en los partidos jugados entre sí por los dos equipos igualados.
- Diferencia de tantos a favor en todos los partidos jugados por cada equipo empatado.
- Diferencia de tries a favor en todos los partidos jugados por cada equipo empatado.
- Tantos a favor en todos los partidos jugados por cada equipo empatado.
- Suma total de los Tries anotados por cada equipo empatado.
- Cantidad de tarjetas rojas recibidas por cada equipo empatado.
- Cantidad de tarjetas amarillas recibidas por cada equipo empatado.
- Si a pesar de la aplicación de todos los sistemas anteriormente previstos subsistiera el empate se resolverá mediante un sorteo.

Si existiese un empate de tres o más equipos, se tomarán en cuenta los criterios a partir del segundo ítem. Excepción a este inciso: Si uno de los equipos empatados les hubiera ganado todos los partidos a los otros empatados será considerado mejor ubicado.

### Semifinales y final
Las fases finales (semifinales y final) se disputaron a eliminación directa en las sedes de los equipos mejor clasificados al finalizar la fase regular del torneo. La semifinal número 1 la jugaron el equipo clasificado en 1.º lugar frente al equipo clasificado en 4.º lugar; la semifinal número 2 la jugaron el equipo clasificado en 2.º lugar frente al equipo clasificado en 3.º lugar. 
Los equipos perdedores en semifinales no jugaron un partido para definir el tercer puesto; el equipo con mejor clasificación en la tabla general de la liga al finalizar la Fase Clasificatoria ocupó el tercer lugar. La final fue a partido único, a disputar los equipos ganadores de los partidos de semifinales. El ganador del partido final se consagró como el campeón de la temporada.

## Equipos participantes
Durante esta temporada participaron siete franquicias provenientes de seis países distintos.
| Franquicia          | Ciudad                   | Estadio local                   | Capacidad |
| ------------------- | ------------------------ | ------------------------------- | --------- |
| American Raptors    | Glendale, Estados Unidos | Infinity Park                   | 5000      |
| Cobras Brasil Rugby | Jacareí, Brasil          | Estádio Du Cambuzano            | 4000      |
| Dogos XV            | Córdoba, Argentina       | Tala Rugby Club                 | 4000      |
| Pampas              | Buenos Aires, Argentina  | La Catedral (CASI)              | 3000      |
| Peñarol Rugby       | Montevideo, Uruguay      | Estadio Charrúa                 | 11 226    |
| Selknam Rugby       | Santiago de Chile, Chile | Estadio Municipal de La Pintana | 5000      |
| Yacare XV           | Luque, Paraguay          | Estadio Héroes de Curupayty     | 3000      |

## Clasificación
- Actualizado al 25/05/2024 (temporada regular completa).

| Pos. | Equipo              | PJ | PG | PE | PP | AF  | AC  | Dif. | Pts. Bonus | Puntos |
| ---- | ------------------- | -- | -- | -- | -- | --- | --- | ---- | ---------- | ------ |
| 1.º  | Pampas              | 12 | 11 | 0  | 1  | 524 | 230 | 294  | 11         | 55     |
| 2.º  | Dogos XV            | 12 | 8  | 2  | 2  | 376 | 227 | 149  | 7          | 43     |
| 3.º  | Yacare XV           | 12 | 6  | 0  | 6  | 336 | 301 | 35   | 8          | 32     |
| 4.º  | Peñarol Rugby       | 12 | 5  | 1  | 6  | 291 | 316 | -25  | 7          | 29     |
| 5.º  | Selknam Rugby       | 12 | 5  | 1  | 6  | 288 | 321 | -33  | 4          | 26     |
| 6.º  | American Raptors    | 12 | 3  | 0  | 9  | 222 | 443 | -221 | 5          | 17     |
| 7.º  | Cobras Brasil Rugby | 12 | 2  | 0  | 10 | 226 | 425 | -199 | 2          | 10     |

Nota: Se otorgaron 4 puntos por partido ganado, 2 por empate y 0 por partido perdido
Puntos Bonus: 1 punto por anotar 4 tries o más en un partido (BO) y 1 al equipo que pierda por 7 tantos de diferencia o menos (BD).
|  | Clasificados a semifinales. |

## Fase regular

### Fecha 1
| 16 de febrero | Dogos XV | 56 - 8  | American Raptors | Tala Rugby Club, Córdoba                                      |                                                               |
|               |          | Reporte |                  | Asistencia: 5000 espectadores Árbitro(s): Nehuen Jauri Rivero | Asistencia: 5000 espectadores Árbitro(s): Nehuen Jauri Rivero |

| 17 de febrero | Cobras Brasil Rugby | 15 - 13 | Peñarol Rugby | Estádio Du Cambuzano, Jacareí, Brasil |                            |
|               |                     | Reporte |               | Árbitro(s): Tomás Bertazza            | Árbitro(s): Tomás Bertazza |

| 17 de febrero | Yacare XV | 32 - 48 | Pampas | Héroes de Curupayty, Luque, Paraguay |                              |
|               |           | Reporte |        | Árbitro(s): Damián Schneider         | Árbitro(s): Damián Schneider |

Fecha Libre: Selknam Rugby

### Fecha 2
| 23 de febrero | Pampas | 52 - 17 | American Raptors | Club Newman, Buenos Aires, Argentina |                          |
|               |        | Reporte |                  | Árbitro(s): Pablo Deluca             | Árbitro(s): Pablo Deluca |

| 24 de febrero | Cobras Brasil Rugby | 6 - 29  | Dogos XV | Estádio Du Cambuzano, Jacareí, Brasil |                                |
|               |                     | Reporte |          | Árbitro(s): Gonzalo de Achával        | Árbitro(s): Gonzalo de Achával |

| 24 de febrero | Yacare XV | 34 - 20 | Selknam Rugby | Héroes de Curupayty, Luque, Paraguay |                            |
|               |           | Reporte |               | Árbitro(s): Simón Larrubia           | Árbitro(s): Simón Larrubia |

Fecha Libre: Peñarol Rugby

### Fecha 3
| 1 de marzo | Peñarol Rugby | 37 - 7  | American Raptors | Estadio Charrúa, Montevideo, Uruguay |                                |
|            |               | Reporte |                  | Árbitro(s): Gonzalo de Achával       | Árbitro(s): Gonzalo de Achával |

| 2 de marzo | Cobras Brasil Rugby | 20 - 30 | Selknam Rugby | Estadio Du Cambuzano, Jacareí, Brasil |                            |
|            |                     | Reporte |               | Árbitro(s): Simón Larrubia            | Árbitro(s): Simón Larrubia |

| 2 de marzo | Dogos XV | 36 - 32 | Yacare XV | Tala Rugby Club, Córdoba, Argentina |                                 |
|            |          | Reporte |           | Árbitro(s): Nehuén Jauri Rivero     | Árbitro(s): Nehuén Jauri Rivero |

Fecha Libre: Pampas

### Fecha 4
| 8 de marzo | Pampas | 14 - 18 | Dogos XV | Club Newman, Buenos Aires, Argentina |                          |
|            |        | Reporte |          | Árbitro(s): Pablo Deluca             | Árbitro(s): Pablo Deluca |

| 9 de marzo | Selknam Rugby | 23 - 25 | Peñarol Rugby | Estadio de La Pintana, Santiago, Chile |                            |
|            |               | Reporte |               | Árbitro(s): Tomás Bertazza             | Árbitro(s): Tomás Bertazza |

| 9 de marzo | Yacare XV | 51 - 7  | Cobras Brasil Rugby | Héroes de Curupayty, Luque, Paraguay |                         |
|            |           | Reporte |                     | Árbitro(s): Mauro Rossi              | Árbitro(s): Mauro Rossi |

Fecha Libre: American Raptors

### Fecha 5
| 15 de marzo | Peñarol Rugby | 24 - 41 | Yacare XV | Estadio Charrúa, Montevideo, Uruguay |                          |
|             |               | Reporte |           | Árbitro(s): Jauri Rivero             | Árbitro(s): Jauri Rivero |

| 16 de marzo | Selknam Rugby | 19 - 41 | Pampas | Estadio de La Pintana, Santiago, Chile |                                |
|             |               | Reporte |        | Árbitro(s): Francisco González         | Árbitro(s): Francisco González |

| 17 de marzo | American Raptors | 29 - 21 | Cobras Brasil Rugby | Infinity Park, Glendale, Estados Unidos |                          |
|             |                  | Reporte |                     | Árbitro(s): Pablo Deluca                | Árbitro(s): Pablo Deluca |

Fecha Libre: Dogos XV

### Fecha 6
| 22 de marzo | Pampas | 38 - 20 | Peñarol Rugby | La Catedral (CASI), Buenos Aires, Argentina |                             |
|             |        | Reporte |               | Árbitro(s): Damian Shneider                 | Árbitro(s): Damian Shneider |

| 23 de marzo                                     | Dogos XV | 23 - 23 | Selknam Rugby | Tala Rugby Club, Córdoba, Argentina |                            |
|                                                 |          | Reporte |               | Árbitro(s): Simon Larrubia          | Árbitro(s): Simon Larrubia |
| Primer empate en la historia de la competición. |          |         |               |                                     |                            |

| 24 de marzo | American Raptors | 35 - 33 | Yacare XV | Infinity Park, Glendale, Estados Unidos |                                |
|             |                  | Reporte |           | Árbitro(s): Francisco González          | Árbitro(s): Francisco González |

Fecha Libre: Cobras Brasil Rugby

### Fecha 7
| 5 de abril | Peñarol Rugby | 12 - 27 | Dogos XV | Estadio Charrúa, Montevideo, Uruguay |                            |
|            |               | Reporte |          | Árbitro(s): Tomás Bertazza           | Árbitro(s): Tomás Bertazza |

| 6 de abril | Cobras Brasil Rugby | 20 - 38 | Pampas | Estádio Du Cambuzano, Jacareí, Brasil |                               |
|            |                     | Reporte |        | Árbitro(s): Juan Manuel López         | Árbitro(s): Juan Manuel López |

| 7 de abril | American Raptors | 7 - 26  | Selknam Rugby | Infinity Park, Glendale, Estados Unidos |                                |
|            |                  | Reporte |               | Árbitro(s): Gonzalo de Achával          | Árbitro(s): Gonzalo de Achával |

Fecha Libre: Yacare XV

### Fecha 8
| 12 de abril | Peñarol Rugby | 19 - 25 | Cobras Brasil Rugby | Estadio Charrúa, Montevideo, Uruguay |                          |
|             |               | Reporte |                     | Árbitro(s): Frank Méndez             | Árbitro(s): Frank Méndez |

| 12 de abril | Pampas | 22 - 12 | Yacare XV | La Catedral (CASI), Buenos Aires, Argentina |                                |
|             |        | Reporte |           | Árbitro(s): Gonzalo de Achával              | Árbitro(s): Gonzalo de Achával |

| 14 de abril | American Raptors | 14 - 63 | Dogos XV | Infinity Park, Glendale, Estados Unidos |                                 |
|             |                  | Reporte |          | Árbitro(s): Nehuén Jauri Rivero         | Árbitro(s): Nehuén Jauri Rivero |

Fecha Libre: Selknam Rugby

### Fecha 9
| 20 de abril | Selknam Rugby | 39 - 15 | Yacare XV | Old Grangonian Club, Chicureo, Chile |                              |
|             |               | Reporte |           | Árbitro(s): Damián Schneider         | Árbitro(s): Damián Schneider |

| 21 de abril | American Raptors | 14 - 47 | Pampas | Infinity Park, Glendale, Estados Unidos |                                |
|             |                  | Reporte |        | Árbitro(s): Francisco González          | Árbitro(s): Francisco González |

| 21 de abril | Dogos XV | 31 - 9  | Cobras Brasil Rugby | Tala Rugby Club, Córdoba, Argentina |                                  |
|             |          | Reporte |                     | Árbitro(s): Juan Manuel Martínez    | Árbitro(s): Juan Manuel Martínez |

Fecha Libre: Peñarol Rugby

### Fecha 10
| 27 de abril | Selknam Rugby | 43 - 15 | Cobras Brasil Rugby | Old Grangonian Club, Chicureo, Chile |                         |
|             |               | Reporte |                     | Árbitro(s): Mauro Rossi              | Árbitro(s): Mauro Rossi |

| 27 de abril | Yacare XV | 22 - 19 | Dogos XV | Héroes de Curupayty, Luque, Paraguay |                            |
|             |           | Reporte |          | Árbitro(s): Tomás Bertazza           | Árbitro(s): Tomás Bertazza |

| 28 de abril | American Raptors | 17 - 24 | Peñarol Rugby | Infinity Park, Glendale, Estados Unidos |                            |
|             |                  | Reporte |               | Árbitro(s): Simón Larrubia              | Árbitro(s): Simón Larrubia |

Fecha Libre: Pampas

### Fecha 11
| 3 de mayo | Dogos XV | 15 - 37 | Pampas | Tala Rugby Club, Córdoba, Argentina |                              |
|           |          | Reporte |        | Árbitro(s): Damián Schneider        | Árbitro(s): Damián Schneider |

| 3 de mayo | Peñarol Rugby | 35 - 17 | Selknam Rugby | Estadio Charrúa, Montevideo, Uruguay |                          |
|           |               | Reporte |               | Árbitro(s): Pablo Deluca             | Árbitro(s): Pablo Deluca |

| 4 de mayo | Cobras Brasil Rugby | 10 - 27 | Yacare XV | Estádio Du Cambuzano, Jacareí, Brasil |                             |
|           |                     | Reporte |           | Árbitro(s): Federico Solari           | Árbitro(s): Federico Solari |

Fecha Libre: American Raptors

### Fecha 12
| 10 de mayo | Pampas | 54 - 0  | Selknam Rugby | La Catedral (CASI), Buenos Aires, Argentina |                                |
|            |        | Reporte |               | Árbitro(s): Francisco González              | Árbitro(s): Francisco González |

| 11 de mayo | Cobras Brasil Rugby | 40 - 45 | American Raptors | Estádio Du Cambuzano, Jacareí, Brasil |                          |
|            |                     | Reporte |                  | Árbitro(s): Frank Mendez              | Árbitro(s): Frank Mendez |

| 11 de mayo | Yacare XV | 17 - 31 | Peñarol Rugby | Héroes de Curupayty, Luque, Paraguay |                               |
|            |           | Reporte |               | Árbitro(s): Juan Manuel López        | Árbitro(s): Juan Manuel López |

Fecha Libre: Dogos XV

### Fecha 13
| 17 de mayo | Peñarol Rugby | 25 - 63 | Pampas | Estadio Charrúa, Montevideo, Uruguay |                              |
|            |               | Reporte |        | Árbitro(s): Damián Schneider         | Árbitro(s): Damián Schneider |

| 18 de mayo | Selknam Rugby | 24 - 33 | Dogos XV | Old Grangonian Club, Chicureo, Chile |                            |
|            |               | Reporte |          | Árbitro(s): Tomás Bertazza           | Árbitro(s): Tomás Bertazza |

| 18 de mayo | Yacare XV | 20 - 10 | American Raptors | Héroes de Curupayty, Luque, Paraguay |                                 |
|            |           | Reporte |                  | Árbitro(s): Nehuén Jauri Rivero      | Árbitro(s): Nehuén Jauri Rivero |

Fecha Libre: Cobras Brasil Rugby

### Fecha 14
| 24 de mayo | Dogos XV | 26 - 26 | Peñarol Rugby | Tala Rugby Club, Córdoba, Argentina |                                 |
|            |          | Reporte |               | Árbitro(s): Nehuén Jauri Rivero     | Árbitro(s): Nehuén Jauri Rivero |

| 24 de mayo | Pampas | 70 - 38 | Cobras Brasil Rugby | La Catedral (CASI), Buenos Aires, Argentina |                                |
|            |        | Reporte |                     | Árbitro(s): Gonzalo de Achával              | Árbitro(s): Gonzalo de Achával |

| 25 de mayo | Selknam Rugby | 24 - 19 | American Raptors | Old Grangonian Club, Chicureo, Chile |                         |
|            |               | Reporte |                  | Árbitro(s): Mauro Rossi              | Árbitro(s): Mauro Rossi |

Fecha Libre: Yacare XV

## Fase final

### Semifinales
| 7 de junio de 2024 | Pampas | 50 - 27 | Peñarol Rugby | La Catedral (CASI), Buenos Aires, Argentina |                                 |
|                    |        | Reporte |               | Árbitro(s): Nehuén Jauri Rivero             | Árbitro(s): Nehuén Jauri Rivero |

| 7 de junio de 2024                                           | Dogos XV | 17 - 14 (t.e.) | Yacare XV | Tala Rugby Club, Córdoba, Argentina |                            |
|                                                              |          | Reporte        |           | Árbitro(s): Tomas Bertazza          | Árbitro(s): Tomas Bertazza |
| Empatado 14 - 14 y ganado por muerte súbita en tiempo extra. |          |                |           |                                     |                            |

### Final
| 15 de junio | Pampas | 23 - 37 | Dogos XV | La Catedral (CASI), Buenos Aires, Argentina                |                                                            |
|             | Try Javier Corvalán 18' Facundo Scaiano 80' Conversión (1/1) Joaquin De La Vega Mendia 18' (1/1) Manuel Nogués 81' Penales (3/3) Joaquin De La Vega Mendia 7', 23', 32' | Reporte | Try Aitor Bildosola 11' Valentin Cabral 26' Try Penal 79' Conversión (1/2) Julián Ignacio Hernandez 12' Penales (1/1) Julián Ignacio Hernandez 4' (5/6) Juan Bautista Baronio 42', 48', 52', 65', 67' | Asistencia: 6000 espectadores Árbitro(s): Damián Schneider | Asistencia: 6000 espectadores Árbitro(s): Damián Schneider |

| Bandera de Argentina |
| Campeón Dogos XV     |
| Primer título        |

## Estadísticas

### Máximos anotadores
| Pos. | Nombre                    | Equipo        | Pts. |
| ---- | ------------------------- | ------------- | ---- |
| 1.°  | Joaquín De La Vega Mendía | Pampas        | 161  |
| 2.°  | Joaquín Lamas             | Yacare XV     | 122  |
| 3.°  | Julián Hernández          | Dogos XV      | 84   |
| 4.°  | Ignacio Álvarez           | Peñarol Rugby | 53   |
| 5.°  | Santiago Pernas           | Pampas        | 50   |
| 6.°  | Julián Hernández          | Dogos XV      | 50   |

Actualizado al final de la temporada.

## Pretemporada
| 2 de febrero | Pampas | 21 - 38 | Dogos XV | Deportiva Francesa, Pilar |  |
|              |        | Reporte |          |                           |  |

| 3 de febrero | Yacare XV | 55 - 0  | Taragüy | Héroes de Curupayty, Luque |  |
|              |           | Reporte |         |                            |  |

| 3 de febrero | Yacare XV | 66 - 0  | Taragüy | Héroes de Curupayty, Luque |  |
|              |           | Reporte |         |                            |  |

| 17 de febrero | Selknam | 12 - 19 | CUBA | CARR La Reina, Santiago de Chile |  |
|               |         | Reporte |      |                                  |  |